# JOHNman
JOHNman (John Eicke; geb. 9. September 1965) ist ein Berliner Living Doll-Künstler. Er gewann als bislang einziger Akteur zwei Mal (2010 und 2013) das als Weltmeisterschaft geltende World Living Statues Festival in holländischen Arnheim.

## Künstlerische Karriere

### Erste Projekte
John Eicke gab 1987 seinen eigentlichen Beruf zugunsten seiner künstlerischen Tätigkeit auf. Zunächst war er Komparse bzw. Kleindarsteller bei zahlreichen Fernseh- und Filmproduktionen. Kurz darauf trat er dem Berliner „Theater an der Spitze“ (heute Brotfabrik) bei, wo er als Schauspieler und später auch als Bühnenregisseur tätig war. Hier stellte sich seine Stärke für die wortlose Inszenierung heraus.
Parallel dazu arbeitet er als Assistent des Zauberkünstlers Peter Kersten, für den er Tricks bediente, Requisiten baute und die Bühne vorbereitete.

### Als Living Doll
1992 trat er erstmals als Living Doll auf. Die bis dahin in Deutschland kaum bekannte Form der Unterhaltung wurde von einer Künstlergruppe aufgegriffen und zunächst überwiegend auf Events und Galaveranstaltungen gezeigt. Nach zwei Jahren begann John Eicke seine Solokarriere. Er erschuf die übergeordnete Kunstfigur JOHNman, die in zahlreiche andere Figuren abgewandelt werden kann. Zeitweise arbeitet er mit anderen Living-Doll-Künstler, aber auch mit Airbrushern, wie beim Projekt „Color 2 Man“ mit Enrico Lein, zusammen.
Inzwischen treten die Figuren von JOHNman auf Festivals in Europa und auf der ganzen Welt auf, darunter Kanada, China, Indien, Irland, Spanien, Indonesien, Kosovo, Thailand und England.
2015 wurde JOHNman vom Circus Roncalli für den Deutschen Pavillon auf der EXPO in Mailand engagiert.
Am 3. Januar 2017 wurde John Eickes’ Berufung zum internationalen künstlerischen Leiter des World Living Statues Festivals 2017 bekanntgegeben.

## Auszeichnungen
- 2001 – Jury-Preis beim Dornbirn Living Sculpture Festival in Österreich
- 2010 – mit der Figur CANDYman erster Platz beim World Living Statues Festival[6]
- 2012 – die Figur CANDYman gewinnt beim Fringe Festival in Shenzhen die Preise „Best Fringe Award“ und „Fringe King Award“.[7]
- 2013 – die erst kurz zuvor neu entwickelte Figur BLANKO brachte den zweiten Weltmeistertitel beim World Living Statues Festival ein[8]

Am „Internationalen Kleinkunstfestival Insel Usedom“ in Heringsdorf nimmt JOHNman seit 2002 alljährlich teil. Später wurde er dort Jurymitglied und übernahm in einem Jahr den Juryvorsitz.

## Film und TV
Nicht nur in seiner Anfangszeit trat John Eicke in TV- und Filmproduktionen auf. Als Living Doll wurde er mehrfach in Serien eingesetzt, darunter die Kindersendung Bim Bam Bino, die Comedyserie Die Dreisten Drei und die Soaps Unter uns, Schmetterlinge im Bauch und GZSZ.
Außerdem war er in den Filmen Der Ghostwriter, The International, Invasion und Speed Racer in kleinen Rollen (nicht als Living Doll) zu sehen.